# Cyrtopodion fedtschenkoi
Cyrtopodion fedtschenkoi este o specie de șopârle din genul Cyrtopodion, familia Gekkonidae, descrisă de Strauch 1887. Conform Catalogue of Life specia Cyrtopodion fedtschenkoi nu are subspecii cunoscute.